# Capa profunda de dispersión

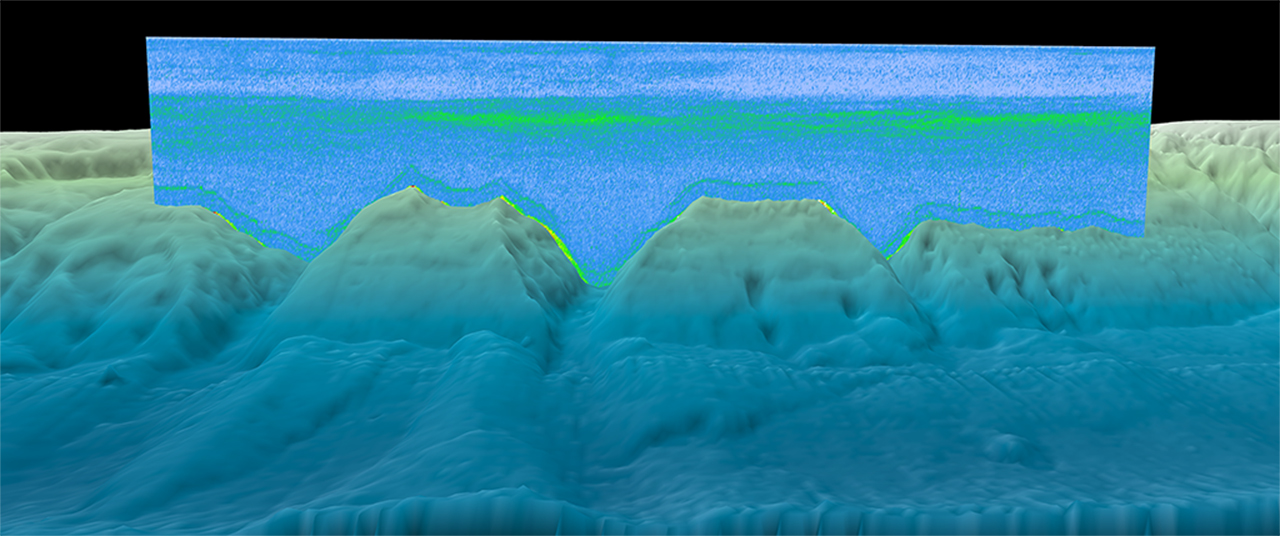
Imagen estática de un escaneo de sonar realizado por el Okeanos Explorer de la NOAA en el Atlántico Norte. La señal retrodispersada (verde) sobre el fondo probablemente corresponde a la capa de dispersión profunda.

La capa profunda de dispersión (DSL, en inglés Deep scattering layer), también referida como "capa profunda de sonido", o históricamente capa ECR, es el nombre que se le da a una capa del océano que consta de una gran variedad de animales. Fue descubierta a través de los sónares de barcos, ya que se encontraban con una capa en la que el sonido hacía tope, y era confundida muchas veces con el fondo del océano. Por esta razón muchas veces el DSL es llamado el "falso fondo". Esta capa puede verse a diferentes profundidades, ya que puede subir o bajar cada día de acuerdo a la migración vertical diaria que realizan algunos grupos de zooplancton.
- Datos: Q5250434
- Multimedia: Deep scattering layer / Q5250434